# 900-й истребительный авиационный полк
900-й истребительный авиационный Оршанский Краснознамённый ордена Кутузова полк (900-й иап) — воинская часть Военно-воздушных сил (ВВС) Вооружённых Сил РККА, принимавшая участие в боевых действиях Великой Отечественной войны.

## Наименования полка
За весь период своего существования полк своё наименование не менял:
- 900-й истребительный авиационный полк;
- 900-й истребительный авиационный Оршанский полк;
- 900-й истребительный авиационный Оршанский Краснознамённый полк;
- 900-й истребительный авиационный Оршанский Краснознамённый ордена Кутузова полк;
- Войсковая часть (Полевая почта) 64321.

## История и боевой путь полка
900-й истребительный авиационный полк начал формироваться 28 апреля 1942 года в Сибирском военном округе по штату 015/174 на аэродроме Толмачево (г. Новосибирск) на основе кадров резерва 5-й запасной авиационной бригады на самолётах Як-7б на основании приказ СибВО № 0050 от 28.04.1942 г. Окончательно сформирован полк 13 июня 1942 года.
Убыл на фронт в состав 8-й воздушной армии. с 15 августа полк в составе 288-й истребительной авиационной дивизии 8-й воздушной армии Сталинградского фронта вступил в боевые действия против фашистской Германии и её союзников на самолётах Як-7б.
Первая известная воздушная победа полка в Отечественной войне одержана 24 августа 1942 года: лейтенант Сапаров И. П. в воздушном бою в районе с. Верхне-Погромное сбил немецкий истребитель Ме-109 (Messerschmitt Bf.109).
За период боёв с 15 августа 1942 года по 9 сентября 1942 года в составе 288-й истребительной авиационной дивизии 8-й воздушной армии Сталинградского фронта полк выполнил 220 боевых вылетов, потерял 8 самолётов и 6 лётчиков. 9 сентября 1942 года полк убыл с фронта на доукомплектование в 5-ю запасную авиационную бригаду на аэродром Толмачево (г. Новосибирск).
С сентября по декабрь 1942 года полк находился в 5-й запасной авиационной бригаде, где был переформирован по штату 015/284 (3-х эскадрильного состава).
В декабре полк прибыл на Брянский фронт, а с 24 декабря 1942 года приступил к боевой работе в составе 286-й истребительной авиационной дивизии 15-й воздушной армии Брянского фронта. За период боевой работы на Брянском фронте с 23 декабря 1942 года по 28 марта 1943 года полк выполнил 140 боевых вылетов, потерял 6 самолётов и 4 лётчика. С 28 марта полк выведен в 17-й отдельный учебно-тренировочный авиационный полк 15-й воздушной армии Брянского фронта. 17 июня 1943 года получил новые самолёты Як-9Т. Переучивание закончил 2 июля 1943 года.
В июле полк выведен в резерв ставки ВГК, а с 19 июля включён в состав 240-й истребительной авиационной дивизии резерва ставки ВГК. С 24 августа полк в составе 240-й истребительной авиационной дивизии вошёл в состав 3-й воздушной армии Калининского фронта и приступил к боевой работе на самолётах Як-9Т.
В период с 16 октября 1943 года по 20 июня 1944 года полк боевой работы не вёл. Находился в резерве 3-й воздушной армии, занимаясь по плану учебно-боевой подготовки. В феврале 1944 года переформирован по штату 015/364. Получил в дополнение к Як-9Т самолёты Як-9 других модификаций.
С 21 июня 1944 года вернулся к боевой работе в составе 240-й истребительной авиационной дивизии 1-й воздушной армии 3-го Белорусского фронта.
За отличие в боях за овладение городом и оперативно важным железнодорожным узлом Орша 900-му истребительному авиационному полку приказом НКО № 0182 от 6 июля 1944 года присвоено почётное наименование «Оршанский».
 За образцовое выполнение заданий командования в боях с немецкими захватчиками, за овладение городом Молодечно и проявленные при этом доблесть и мужество 900-й истребительный авиационный Оршанский полк 23 июля 1944 года Указом Президиума Верховного Совета СССР награждён Орденом Красного Знамени.
 За образцовое выполнение боевых заданий командования в боях с немецкими захватчиками при овладении городами Вормдитт, Мельзак и проявленные при этом доблесть и мужество 900-й истребительный авиационный Оршанский Краснознамённый полк 5 апреля 1945 года Указом Президиума Верховного Совета СССР от 5 апреля 1945 года награждён орденом Кутузова III степени.
14 апреля 1945 года полк в составе 240-й истребительной авиационной дивизии передан в 16-ю воздушную армию 1-го Белорусского фронта для участия в Берлинской операции.

### Участие в операциях и битвах
- Сталинградская битва — с 15 августа 1942 года по 9 сентября 1942 года
- Воронежско-Касторненская операция[3] — с 24 января 1943 года по 2 февраля 1943 года.
- Смоленская операция[4] — с 24 августа 1943 года по 2 октября 1943 года.
- Духовщинско-Демидовская операция[4] — с 14 сентября 1943 года по 2 октября 1943 года.
- Невельская наступательная операция[4] — с 6 октября 1943 года по 10 октября 1943 года.
- Белорусская операция[4] — с 23 июня 1944 года по 28 августа 1944 года.
- Витебско-Оршанская операция[4] — с 23 июня 1944 года по 26 июня 1944 года.
- Минская операция[4] — с 29 июня 1944 года по 4 июля 1944 года.
- Вильнюсская наступательная операция[4] — с 5 июля 1944 года по 20 июля 1944 года.
- Каунасская операция[4] — с 28 июля 1944 года по 28 августа 1944 года.
- Мемельская наступательная операция[4] — с 14 сентября 1944 года по 24 ноября 1944 года
- Гумбиннен-Гольдапская операция[4] — с 16 октября 1944 года по 27 октября 1944 года.
- Восточно-Прусская операция[4] — с 13 января 1945 года по 25 апреля 1945 года.
- Инстербургско-Кёнигсбергская операция[4] — с 13 января 1945 года по 27 января 1945 года.
- Кёнигсбергская операция[4] — с 6 апреля 1945 года по 9 апреля 1945 года.
- Земландская наступательная операция — с 13 апреля 1945 года по 25 апреля 1945 года.
- Берлинская наступательная операция[4] — с 16 апреля 1945 года по 8 мая 1945 года

### В составе действующей армии
В составе действующей армии полк находился:
- с 15 августа 1942 года по 8 сентября 1942 года;
- с 24 декабря 1942 года по 2 июля 1943 года;
- с 26 августа 1943 года по 9 мая 1945 года[5].

### Итоги боевой деятельности полка
Всего за годы Великой Отечественной войны полком:
| Выполнено боевых вылетов | Сбито самолётов в воздухе | Уничтожено самолётов всего |
| ------------------------ | ------------------------- | -------------------------- |
| 5601                     | 101                       | 113                        |

Свои потери:
| Потеряно самолётов, всего | Погибло лётчиков всего |
| ------------------------- | ---------------------- |
| 79                        | 45                     |

### Послевоенная история полка
После войны полк входил в состав 240-й истребительной авиационной Невельской Краснознамённой ордена Суворова дивизии 1-го гвардейского истребительного авиационного корпуса 16-й воздушной армии Группы советских оккупационных войск в Германии. В связи с сокращениями ВС СССР 1 апреля 11947 года полк расформирован на аэродроме Клотше (Дрезден).

## Командиры полка
- майор, подполковник Хотинский Александр Фёдорович (погиб)[1], 05.1942 — 17.01.1945
- майор Осипов Александр Васильевич[1], 18.01.1945 — 05.1945
- полковник Хотелев Иосиф Сидорович[9], 05.1945 — 09.03.1946

## В составе соединений и объединений
| Период        | Фронт (округ)                                   | армия                                                                  | дивизия                                              | примечание   |
| ------------- | ----------------------------------------------- | ---------------------------------------------------------------------- | ---------------------------------------------------- | ------------ |
| 28.04.1942 г. | Сибирский военный округ                         | ВВС округа                                                             | 5-я запасная авиационная бригада                     |              |
| 24.08.1943 г. | Сталинградский фронт                            | 8-я воздушная армия                                                    | 288-я истребительная авиационная дивизия             |              |
| 09.09.1942 г. | Сибирский военный округ                         | ВВС округа                                                             | 5-я запасная авиационная бригада                     |              |
| 24.12.1942 г. | Брянский фронт                                  | 15-я воздушная армия                                                   | 286-я истребительная авиационная дивизия             |              |
| 28.03.1943 г. | Брянский фронт                                  | 15-я воздушная армия                                                   | 17-й отдельный учебно-тренировочный авиационный полк |              |
| 19.07.1943 г. | Резерв Верховного Главнокомандования            |                                                                        | 240-я истребительная авиационная дивизия             |              |
| 24.08.1943 г. | Калининский фронт                               | 3-я воздушная армия                                                    | 240-я истребительная авиационная дивизия             |              |
| 20.10.1943 г. | 1-й Прибалтийский фронт                         | 3-я воздушная армия                                                    | 240-я истребительная авиационная дивизия             |              |
| 16.10.1943 г. | 1-й Прибалтийский фронт                         | 3-я воздушная армия                                                    | 240-я истребительная авиационная дивизия             | резерв армии |
| 31.05.1944 г. | 3-й Белорусский фронт                           | 1-я воздушная армия                                                    | 240-я истребительная авиационная дивизия             |              |
| 14.04.1945 г. | 1-й Белорусский фронт                           | 16-я воздушная армия 1-й гвардейский истребительный авиационный корпус | 240-я истребительная авиационная дивизия             |              |
| 09.05.1945 г. | 1-й Белорусский фронт                           | 16-я воздушная армия 1-й гвардейский истребительный авиационный корпус | 240-я истребительная авиационная дивизия             |              |
| 10.06.1945 г. | Группа советских оккупационных войск в Германии | 16-я воздушная армия 1-й гвардейский истребительный авиационный корпус | 240-я истребительная авиационная дивизия             |              |
| 01.04.1947 г. | Группа советских оккупационных войск в Германии | 16-я воздушная армия 1-й гвардейский истребительный авиационный корпус | 240-я истребительная авиационная дивизия             |              |

## Благодарности Верховного Главнокомандующего
За проявленные образцы мужества и героизма Верховным Главнокомандующим лётчикам полка в составе 240-й иад объявлены благодарности:
- За отличия в боях при овладении города Невель — крупным опорным пунктом и оперативно важным узлом коммуникаций немцев на северо-западном направлении[10];
- За прорыв сильной, глубоко эшелонированной обороны Витебского укреплённого района немцев[11];
- За овладение городом и оперативно важным железнодорожным узлом Орша — мощным бастионом обороны немцев, прикрывающим минское направление[2];
- За овладение столицей Советской Белоруссии городом Минск — важнейшим стратегическим узлом обороны немцев на западном направлении[12];
- За овладение городом и крепостью Гродно — крупным железнодорожным узлом и важным укреплённым районом обороны немцев, прикрывающим подступы к границам Восточной Пруссии[13];
- За овладение городом и крепостью Каунас (Ковно) — оперативно важным узлом коммуникаций и мощным опорным пунктом обороны немцев, прикрывающим подступы к границам Восточной Пруссии[14];
- За прорыв обороны немцев и вторжение в пределы Восточной Пруссии[15]
- За прорыв обороны немцев в Восточной Пруссии[16]
- За овладение городами Тильзит, Гросс-Скайсгиррен, Ауловенен, Жиллен и Каукемен[17]
- За овладение городом Инстербург[18]
- За овладение городами Вормдитт и Мельзак[19]
- За овладение городом Хайлигенбайль[20]
- За разгром группы немецких войск юго-западнее Кёнигсберга[21]
- За овладение городом и крепостью Кёнигсберг[22]

## Отличившиеся воины
- Головачёв Павел Яковлевич, лётчик полк с февраля 1945 года, в составе полка одержано 4 воздушных победы. Указом Президиума Верховного Совета СССР от 29 июня 1945 года за образцовое выполнение заданий командования на фронте борьбы с немецкими захватчиками, дающее право на получение звания Героя Советского Союза Герой Советского Союза гвардии капитан Головачёв Павел Яковлевич награждён второй медалью «Золотая Звезда».

## Лётчики-асы полка
| Фамилия, имя отчество        | Награды | Сбито самолётов (+ в группе) | Примечание                                                                                 |
| ---------------------------- | ------- | ---------------------------- | ------------------------------------------------------------------------------------------ |
| Головачёв Павел Яковлевич    |         | 30 + 0                       | Лётчик полка: фев. — май 1945. Боевых вылетов: 457; воздушных боёв: 125.                   |
| Герман Григорий Иванович     |         | 17 + 0                       | Лётчик полка: фев. 1944 — май 1945. Боевых вылетов: около 300; воздушных боёв: около 50.   |
| Осипов Александр Васильевич  |         | 11 + 4                       | Лётчик полка: нояб. 1944 — май 1945. Боевых вылетов: 279 [05.04.1945]; воздушных боёв: 48. |
| Думан Николай Александрович  |         | 8 + 1                        | Лётчик полка: дек. 1942 — май 1945. Боевых вылетов: 190 [02.05.1945].                      |
| Данилин Георгий Романович    |         | 7 + 1                        | Лётчик полка: авг. 1942 — май 1945. Боевых вылетов: 333; воздушных боёв: более 50.         |
| Бражников Лазарь Трофимович  |         | 7 + 0                        | Лётчик полка: янв. — май 1945. Боевых вылетов: 135 [22.03.1945]                            |
| Лисецкий Георгий Степанович  |         | 7 + 0                        | Лётчик полка: авг. 1943 — март 1944. Далее служил в управлении 240-й иад.                  |
| Толстов Анатолий Афанасьевич |         | 7 + 0                        | Лётчик полка: май 1943 — май 1945.                                                         |

## Самолёты на вооружении
| Период            | Самолёты | Фото | Период            | Самолёты | Фото        |
| ----------------- | -------- | ---- | ----------------- | -------- | ----------- |
| 04.1942 — 03.1943 | Як-7б    | Як-7 | 04.1942 — 03.1943 | Як-1     | И-26 (Як-1) |
| 03.1943 — 04.1947 | Як-9     | Як-9 |                   |          |             |

## Базирование
| Период               | Место базирования          |
| -------------------- | -------------------------- |
| 05.1945 — 08.1945    | Ораниенбург, Германия      |
| 08.1945 — 01.1947    | Гроссенхайн, Германия      |
| 01.1947 — 01.04.1947 | Клотше (Дрезден), Германия |